# Aeroportul María Dolores
Aeroportul María Dolores (IATA: LSQ, ICAO: SCGE) este un aeroport din Provincia Biobío, Regiunea Biobío, Chile ce deservește zona Los Ángeles.
Situat la o altitudine de 121 m, aeroportul dispune de o singură pistă.